# 시인과 광인
《시인과 광인》은 한국방송공사 1TV 특집드라마이다.

## 기획 의도
오늘을 살아가는 현대인들의 모습을 그린 드라마

## 제작진
- 극본 : 전상국, 김병수
- 연출 : 류시형

## 출연진
- 권오성
- 권오현
- 박칠용
- 배도환
- 백찬기
- 서갑숙
- 서학
- 손종범
- 안대용
- 안병경
- 이덕희
- 이주실
- 장정희
- 홍성민